# Семёновка (Покровский район)
Семёновка (укр. Семенівка) — село в Покровском районе Донецкой области Украины. Население по данным всеукраинской переписи 2001 года составляло 182 человека.